# Letland ved sommer-OL 1928
Letland deltog i Sommer-OL 1928. 14 sportsudøvere fra Letland deltog under Sommer-OL 1928 i Amsterdam, de vandt ikke nogen medaljer. Letlands flagbærer var Alberts Zvejnieks.

## Medaljer
| 1928    | Guld | Sølv | Bronze | Total |
| Letland | 0    | 0    | 0      | 0     |